# Pavel Moroz
Pavel Vasil'evič Moroz (in russo Павел Васильевич Мороз?; Mosca, 26 febbraio 1987) è un pallavolista russo.
Gioca nel ruolo di schiacciatore ed opposto nel Fakel.

## Carriera
La carriera di Pavel Moroz inizia nel 2004-05 con la maglia del MGTU Mosca; dopo la prima stagione in Superliga, conclusa con una retrocessione, seguono cinque stagioni in Vysšaja Liga A. Nella stagione 2010-11 passa al Kuzbass,  con cui torna a giocare nella massima, ottenendo un'agevole salvezza; le sue prestazioni gli permettono di debuttare nel 2011 in nazionale. Nel 2011-12 spinge il suo club fino alla finale della Coppa di Russia, dove, nonostante la sconfitta, viene premiato come miglior attaccante della competizione; in campionato tuttavia è costretto a disputare nuovamente i play-out dopo l'eliminazione agli ottavi dei play-off scudetto, tuttavia risulta essere il miglior realizzatore della stagione.
Nella stagione 2013-14 passa alla Lokomotiv Novosibirsk: poco dopo l'inizio del campionato 2015-16 viene ceduto in prestito ai Korean Air Jumbos, nella V-League sudcoreana, per il resto dell'annata. Rientra in Russia già nel campionato seguente, difendendo i colori dell'Ural di Ufa, mentre nella stagione 2017-18 si accasa al Fakel.

## Palmarès

### Premi individuali
- 2011 - Coppa di Russia: Miglior attaccante